# گل‌شکاف براق
گل‌شکاف براق (نام علمی: Diglossa lafresnayii) نام یک گونه از سرده گل‌شکاف است.